# François-Zacharie Roussin
Pour les articles homonymes, voir Roussin.
François-Zacharie Roussin, né le 6 septembre 1827 à Vieux-Vy-sur-Couesnon, en Ille-et-Vilaine, et mort le 8 avril 1894 à Paris, est un chimiste et pharmacien français,.

## Biographie
Les parents de Roussin étaient François Roussin et Angélique Daligaut, papetiers établis. Après l'école primaire à Fougères et le lycée à Rennes, il étudie de 1846 à 1847 à l'École de médecine et de pharmacie de Rennes, d'où il sort diplômé avec mention. Durant ses années d'études, il travaille en tant qu'assistant préparant des expériences.
Contrairement au souhait de ses parents qui le voyaient devenir pharmacien à Fougères, Roussin a voulu exploiter les belles opportunités de son domaine. C'est pourquoi, comme beaucoup de jeunes, il est attiré par la capitale, Paris, au cours de la Révolution française de 1848. En 1849, Roussin y commence ses études à l'Internat des hôpitaux de Paris, dont il sort diplômé en 1852 avec mention, ce qui lui vaut l'exonération de ses  frais de scolarité. En 1851, alors qu'il était encore étudiant, il réussit pour la première fois à extraire du mannitol de feuilles de lilas. De plus, en 1852, il réussit à améliorer la synthèse du nitroprussiate.
En 1853, il s'engage dans l'armée française et est affecté à Alger à l'Hôpital du Dey. En 1857, Roussin est promu surveillant à l'Hôpital militaire du Val-de-Grâce. Cette année-là, il est également nommé professeur agrégé de chimie et de toxicologie.
En 1859, il épouse Clémentine Chagnet et devient membre de la Société de pharmacie. Il commence également à travailler comme rédacteur en chef de la revue Annales d'hygiène publique et de médecine légale. La même année, il est nommé expert toxicologue auprès du tribunal. Cette tâche a abouti à une amitié avec le médecin légiste Auguste Ambroise Tardieu, avec qui il a écrit trois livres.
Dès 1861, Roussin expérimente le naphtalène jusqu'alors sans valeur, découvre la naphtazarine et est le premier chimiste à synthétiser un colorant azoïque (orange). De plus, le sel d'ammonium noir et rouge de Roussin porte son nom. La même année naît sa fille Marie-Amélie.
Cependant, Roussin n'avait pas déposé de brevet sur son procédé de fabrication de colorants azoïques, dont le chimiste allemand Heinrich Caro a profité.
En 1868, il est fait Chevalier de la Légion d'honneur. En 1871, pendant la guerre franco-prussienne, il séjourne à Paris et, en tant que militaire, est arrêté par les communards, mais est relâché quelques jours plus tard.
Il découvre la glycyrrhizine en 1873 en l'extrayant de la racine de réglisse, qu'il décrit dans son livre De la nature de la matière sucrée de la racine de réglisse. Il est également promu pharmacien en chef de deuxième classe. Cela s'accompagne de son détachement comme pharmacien-chef du grand hôpital militaire de Lyon. De retour à Paris en 1875, il est promu pharmacien de première classe et nommé pharmacien-chef à l'hôpital militaire du Gros-Caillou. À l'Exposition universelle de 1878, il reçoit la médaille d'argent pour l'ensemble de son œuvre. En 1879, Roussin est chargé de réorganiser le service de santé de l'armée française. Roussin a démissionné de l'armée en raison de son transfert dans les troupes coloniales en Algérie en tant que pharmacien en chef. En 1886, il reçut par la suite un prix de la Société d'encouragement pour l'industrie nationale pour l'utilisation du naphtalène.
Roussin poursuit ses recherches dans les années qui suivent. Pour la détection de la nicotine, Roussin a développé une méthode dans laquelle des cristaux en forme d'aiguille, les cristaux de Roussin, sont formés par chauffage. Il dépose également le premier brevet de coloration mécaniquement résistante des fibres réfractaires.
Roussin est mort dans son laboratoire à l'âge de 66 ans d'un empoisonnement causé par un éclairage défectueux, qui fonctionnait alors au gaz de ville.
Il a donné son nom à une rue de chacune des communes d'Ille-et-Vilaine suivantes : Rennes, Vieux-Vy-sur-Couesnon, Tinténiac. 

## Citations
- « Zacharie Roussin faisait partie de ce grand corps auquel la science est redevable, depuis Scheele jusqu'à nos jours, de cette pléiade de savants qui dans tous les pays, ont laissé des traces impérissables de leur savoir et de leur génie. » (Albin Haller)
- « C’est incontestablement Zacharie Roussin qui découvrit et apporta à l’industrie les premières matières colorantes azoïques vraies, c’est-à-dire les premiers corps azoïques susceptibles d’applications générales à la teinture. Les savants du monde entier ont reconnu la priorité de la découverte de Roussin. Elle date réellement de 1875 ainsi qu’en font foi cinq plis cachetés déposés par l’auteur à l’Académie des sciences. » (Dominique Luizet)
- « Tous m’ont dit : L’œuvre de Zacharie Roussin est considérable, la portée de ses découvertes est immense, et son nom devrait être inscrit en lettres d’or dans les annales de l’industrie chimique. Au lieu de cela nous constatons trop souvent, aussi bien en France qu’à l’étranger, que là où il devrait être mis en première place, il est passé sous silence, ou cité négligemment. Ces omissions et ces réticences risquent de fausser une belle page de l’histoire de la chimie, si personne ne vient démontrer, défendre et proclamer la vérité! » (Madame Veuve  Roussin)

## Publications
- De la nature de la matière sucrée de la racine de réglisse
- Note sur un nouveau mode de production du cyanogène et de l'action du chlorure de soufre sur les huiles, Paris, Rozier, 1859.
- Sirop de gomme. Dosage de la gomme, Paris, 1860.
- Action de la lumière polarisée sur la gomme arabique solide,  Paris, 1860.
- Falsification des vins par l’alun, Paris, Annales d'hygiène publique et de médecine légale, 1861.
- Relation médico-légale de l’affaire Couty de la Pommerais[5], avec Auguste Ambroise Tardieu, 1864.
- Examen médico-légal des taches de sang, Paris, Baillière, 1865.
- Empoisonnement par le vert de Schweinfurt. Nouvelles expériences relatives à l'absorption cutanée, Paris, 1867.
- Mémoire sur la coralline, et sur le danger que présente l’emploi de cette substance dans la teinture de certains vêtements, avec Auguste Ambroise Tardieu, 1869.
- Étude médico-légale et clinique sur l’empoisonnement, avec Auguste Ambroise Tardieu, 1875.
- Titres et travaux scientifiques de François-Zacharie Roussin, Paris, BIU Santé, 2012.